# Potencial gravitatorio

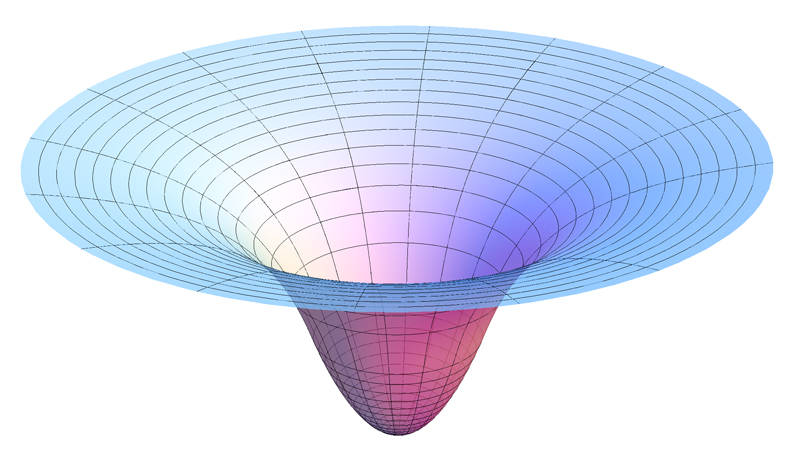
Representación gráfica en tres dimensiones de una porción de un potencial gravitatorio alrededor de un cuerpo uniforme esférico. Los puntos de inflexión de la sección transversal se encuentran en la superficie del cuerpo.

En mecánica newtoniana, el potencial gravitatorio o potencial gravitacional en un punto del campo gravitatorio es una magnitud escalar que se define como el  trabajo por unidad de masa que debe realizar una fuerza para transportar un cuerpo, a velocidad constante, desde el infinito hasta un punto del campo gravitatorio. Su unidad en el SI es el julio por kilogramo (J/kg).

## Cálculo del potencial gravitatorio

### Para una masa puntual
{\displaystyle V=-{\frac {GM}{r}}}
Donde {\displaystyle G} es la constante de gravitación universal y {\displaystyle r} la distancia del punto de interés a la masa puntual {\displaystyle M}.

### Para una distribución continua de masa
{\displaystyle V=-G\int _{m}{\frac {1}{r}}\,dm}
Donde {\displaystyle r} es la distancia desde el punto de interés a cada una de las porciones infinitesimales del cuerpo extenso que genera el campo.

### Cálculo a partir del campo gravitatorio
{\displaystyle V_{a}-V_{b}=\int _{\text{a}}^{\text{b}}\mathbf {g} \cdot \mathrm {d} \mathbf {r} \,}

De esta ecuación se puede deducir la relación inversa:
{\displaystyle \mathbf {g} =-\nabla V}